# متحف أتاتورك بورصة
متحف أتاتورك بورصة (بالتركية: Bursa Atatürk Müzesi)‏ هو قصر تاريخي يقع في بورصة في تركيا، اكتمل بناؤه عام 1895.

## تاريخ
اكتمل بناء القصر الواقع في شارع تْشْيكيرغي في حي عثمان غازي في بورصة عام 1895. وعاش به ميرالاي محمد بك. يقع القصر بجانب قصر تْشْيليك الذي بُني بأمرٍ من مصطفى كمال أتاتورك. خلال زيارة أتاتورك الثانية إلى بورصة؛ اشترت بلدية بورصة القصر من مالكه، وأهدته إلى أتاتورك، ثم أصبح مكان إقامة أتاتورك خلال زياراته إلى بورصة. في 1 فبراير 1938 شكر أتاتورك أهالي بورصة على الحب الذي أبدوه تجاهه في الرسالة التي وجهها إلى عمدة بورصة، وكتب أنه تبرع بهذا القصر -الذي قُدّم له هدية- للبلدية.
بعد ترميم القصر في عام 1965، تم تحويله إلى متحف في 29 أكتوبر 1973 -في الذكرى الخمسين لتأسيس الجمهورية- وافتتح للزوار تحت اسم متحف أتاتورك.

## تصميم
النمط المعماري للقصر متأثر بالطراز الفرنسي قرن التاسع عشر، كما يتميز القصر بالأعمال الخشبية. يعتبر أحد الأمثلة النادرة للهندسة المعمارية المدنية في بورصة. يقع قصر أتاتورك في حديقة كبيرة ويتكون من ثلاثة طوابق ويطل على سهل بورصة.